# Suche Lipie
Suche Lipie – wieś w Polsce, położona w województwie lubelskim, w powiecie krasnostawskim, w gminie Rudnik.
W latach 1975–1998 wieś administracyjnie należała do województwa zamojskiego.
Wieś stanowi sołectwo gminy Rudnik. Według Narodowego Spisu Powszechnego (III 2011 r.) wieś liczyła 122 mieszkańców.